# SimCity Societies
SimCity Societies es un videojuego de construcción de ciudades, es un spin-off de la saga de la serie SimCity, se considera más un simulador social que un simulador de ciudades.

## Anuncio
El juego fue anunciado durante el 2004, ya que Luc Barthelet confirmó en televisión que estaba preparando la quinta entrega de esta famosa saga, aunque más tarde la propia EA tuvo que desmentirlo, comentando que era prematuro hablar sobre este asunto. 
Su creador, Will Wright, también confirmó durante el pasado E3 que estaban trabajando en ello y que SimCity volvería a sus raíces.
Más tarde, el 2 de noviembre de 2006 EA anunció durante sus previsiones fiscales los futuros lanzamientos en los que se encontraba una nueva entrega de la saga SimCity. Según las declaraciones del responsable financiero de EA, Warren Jenson, el nuevo SimCity saldría entre los meses de septiembre de 2007 y marzo de 2008 (corresponde con un período fiscal de EA).
La distribuidora rusa SoftClub confirmó, en la lista de futuros lanzamientos publicada a principios de febrero de 2007, que SimCity Societies estaba en la lista de lanzamientos de 2007 (puesto que EA no tiene sede en Rusia, encarga a SoftClub la distribución del simulador urbano, entre otros juegos, en dicho país).
El sitio web ruso Absolute Games publicó una noticia en la que indicaba que en octubre de 2007 llegaría una lluvia de lanzamientos con SimCity, Crysis y Spore como protagonistas. 
Más tarde la tienda en línea Take 2 confirmaba en su catálogo a SimCity, con una fecha de lanzamiento prevista para noviembre, en formato DVD y con el código de barras ya publicado.
El anuncio oficial llegó cuando varios medios indicaban que la revista Games For Windows poseía la exclusiva de SimCity. Bajo el título "¡SimCity renace!", SimCity Societies se hacía oficial, y conocían los primeros detalles y capturas de pantalla. También llegaba la noticia de que no iba a ser desarrollado por el equipo de Will Wright, sino por Tilted Mill. En realidad SimCity Societes es un Spin-off (derivado) y no una secuela.

## Jugabilidad
Tal como Will Wright sugirió, la entrega ha sido considerablemente simplificada en comparación a anteriores entregas, con un nuevo enfoque en el aspecto social y menos en los detalles de la simulación urbana. Este cambio de dirección ha irritado en general a la gran mayoría de seguidores de SimCity 4, que esperaban un juego que continuase en la línea de realismo de la última versión de SimCity. A consecuencia de esto, los foros de Tilted Mill y de muchos otros fansites han sido objeto de numerosas críticas por parte de la comunidad, hasta el punto de que Chris Beatrice tuvo que hacer un anuncio en el foro para calmar los ánimos.
El juego es descrito como completamente personalizable, prueba de esto están los varios mod's que han aparecido desde su lanzamiento, también es importante la inclusión de las llamadas energías sociales que controlan el aspecto y el comportamiento de la ciudad, a través de estilos arquitectónicos que van de lo romántico a lo autoritario

## Críticas y controversias
El juego fue lanzado el 16 de noviembre de 2007.
En general el juego ha obtenido puntuación excelente por parte de la crítica, obteniendo así un promedio de 9.3 en gamerankings, siendo sus más grandes críticas: la arbitrariedad de las energías sociales con respecto a las construcciones, la constante presencia de bugs y la falta de características presentes en anteriores entregas de simcity.

## Actualizaciones
A la fecha el juego ha recibido 5 actualizaciones que mejoran el desempeño del juego, además de agregar nuevas características como lo son nuevos desastres naturales, escenarios y cambios trascendentes en la jugabilidad.

## SimCity Societies: Destinations
A la fecha la única expansión de SimCity Societies, enfocada en el turismo y las vacaciones, la expansión recibió una crítica favorable gracias a los nuevos elementos introducidos.

### Fansites
- Capital SimCity Sitio web español con contenidos (información, imágenes, foro, videos) de SimCity Societies
- SimCity Central (en inglés)

- Datos: Q1750895